# 博卡德庫佩
博卡德庫佩（西班牙語：Boca de Cupe），是巴拿馬的城鎮，位於該國東部，由達連省的皮諾加納區負責管轄，面積781.1平方公里，海拔高度71米，2010年人口1,167，人口密度每平方公里1.5人。